# Stomp Off
Stomp Off is een Amerikaans platenlabel dat zich richt op jazz-muziek. Het werd in 1979 opgericht in  York, Pennsylvania, door Bob Erdos en heeft sindsdien vierhonderd platen uitgebracht. Het label concentreert zich op ragtime, dixieland en andere traditionele jazz-stijlen. Musici wier muziek op het label uitkwam zijn onder meer Acker Bilk, Art Hodes, Keith Ingham, Ken Colyer, Marty Grosz en Humphrey Lyttelton.